# Almanaque do Faroeste
Almanaque do Faroeste é um romance gráfico italiano do gênero western escrito por Claudio Nizzi e ilustrado por Andrea Venturi e publicado no Brasil em 1996 pela editora Globo. A obra, lançada originalmente na Itália na edição de 1996 do Almanacco del West publicado pela Sergio Bonelli Editore. A publicação traz uma história do personagem Tex chamada L'uccisore di indiani, marcando a estreia de Venturi como desenhista do personagem. Em 1997, o livro ganhou o Troféu HQ Mix de "melhor edição especial". A história foi republicada no Brasil em 2009 na revista Almanaque Tex nº 38, da Mythos Editora, publicação que também publicou outros números do Almanacco del West.